# Table des lois de probabilités
En statistique, une table des lois de probabilités est une table indiquant les différentes valeurs de la fonction de répartition et de la fonction quantile pour les principales lois de probabilités usuelles (loi normale, loi du khi-deux, loi de Student, loi de Fisher). Ces tables ont été utilisées pendant des années[Quand ?] pour définir la région critique des tests statistiques et calculer des p-value.

## Tables courantes
- Tables de la fonction de répartition et de la fonction quantile de la loi normale centrée réduite
- Table du 95e centile de la loi de Fisher-Snedecor